# Glas Koncila
Glas Koncila („Stimme des Konzils“) ist eine römisch-katholische überregionale Wochenzeitung mit Redaktionssitz in Zagreb (Kroatien).

## Geschichte
Auf Initiative der Zagreber Franziskaner erschien mit der Unterstützung des damaligen Erzbischofs von Zagreb, Franjo Šeper, die Zeitung Glas Koncila erstmals am 4. Oktober 1962, um über das Zweite Vatikanische Konzil zu berichten.
Vom 29. September 1963 erschien die Zeitung unter dem Leitspruch Das neue Gesicht der Kirche. Veröffentlicht wurde sie von der Erzdiözese Zagreb, deren Bischof gleichzeitig der Chefredakteur der Glas Koncila war. Die Auflagenhöhe wurde Mitte der 1970er Jahre mit 140.000 angegeben. Bis 1984 erschien die Glas Koncila im zweiwöchentlichen Rhythmus.
Seit Januar 1985 erscheint Glas Koncila wöchentlich und wurde von den Erzbistümern Zagreb, Split-Makarska, Vrhbosna (Sarajevo), Rijeka und Zadar veröffentlicht, von 1987 bis 1991 auch vom Erzbistum Belgrad. Seit 2004 wird die Kirchenzeitung Glas Koncila allein vom Erzbistum Zagreb verlegt.
Glas Koncila berichtet über Ereignisse aus der römisch-katholischen Kirche weltweit, über die griechisch-katholische Eparchie Križevci in Kroatien und über die der Eparchie angehörigen griechisch-katholischen Christen in Bosnien und Herzegowina, Montenegro und Serbien und auch über andere Ereignisse, meist vom Standpunkt des Christentums und seiner Soziallehre aus. Diesbezüglich stellt Glas Koncila dem Leser Informationen und Angebote in den fünf Rubriken Događanja („Ereignisse“), Kultura („Kultur“), Duhovni kutak („Geistliche Ecke“), Pitali ste … („Sie fragten …“) und Hodočašća („Wallfahrten“) zur Verfügung.
In der Rubrik „Ereignisse“ werden zum Beispiel neu herausgegebene geistliche Bücher, an denen die Kirchenzeitung selbst beteiligt war, vorgestellt. In der Rubrik „Kultur“ werden neu erschienene Bücher vor allem in Bereichen der Kirchengeschichte, neuste Filme und allgemein, stattfindende Kulturereignisse präsentiert. Die Rubrik „Geistliche Ecke“ bietet dem Leser den entsprechenden Bibeltext des sonntäglichen Evangeliums und die dazugehörende Lesung. Zudem wird der entsprechende Tagesheilige oder ein bedeutendes Kirchengebäude dem Leser vorgestellt und ein theologischer Text bereitgestellt, der die eigene Lebensweise in christlicher Perspektive anregen soll. Unter der Rubrik Sie fragten … sind allgemeine, den christlichen Glauben betreffende Leserbriefe vorzufinden, die von Glas Koncila beantwortet werden. In der Rubrik Wallfahrten sind folgende in der Republik Kroatien liegende römisch-katholische Wallfahrtsorte aufgelistet und es werden Pilgerfahrten nach Marija Bistrica, Aljmaš, Karlovac-Dubovac, Krasno, Ludbreg, Remete, Sinj, Solin, Trsat, Trški Vrh, Vepric und Voćin angeboten.

## Weblink
- Weblink der Kirchenzeitung (kroatisch)